# Merowinger
Die Merowinger (selten Merovinger) waren das älteste Königsgeschlecht der Franken von Mitte des 5. Jahrhunderts bis 751. Sie wurden vom Geschlecht der Karolinger abgelöst. Nach ihnen wird die historische Epoche des Übergangs von der Spätantike zum Frühmittelalter im gallisch-germanischen Raum Merowingerzeit genannt.
Der fränkische Kleinkönig Childerich I. schuf die Grundlage, auf der sein Sohn und Nachfolger Chlodwig I. die erfolgreichste post-römische Reichsbildung im Westen betreiben konnte. Chlodwig gelang die Eroberung ganz Galliens, sein Übertritt zum katholischen Christentum vermied Konflikte, wie sie in den meisten anderen germanisch-romanischen Reichen der Völkerwanderungszeit zwischen den neuen germanischen Herren (die oft dem Arianismus anhingen) und der romanischen Mehrheitsbevölkerung üblich waren. Gleichzeitig bezogen die Merowinger die gallorömische Elite in ihre Herrschaft mit ein, die bis ins frühe 7. Jahrhundert noch relativ stark an spätantiken Mustern orientiert war. In der Folgezeit verfielen jedoch die entsprechenden Verwaltungsinstitutionen, ebenso sank das kulturelle Niveau. Es entwickelten sich aber auch neue Strukturen, die wegweisend für die nachfolgende Zeit waren, womit die Merowingerzeit eine entscheidende Rolle bei der Transformation West- und Mitteleuropas ins Mittelalter spielte.
Unter Chlodwigs Nachfolgern kam es immer wieder zu Machtkämpfen, was die zentrale Königsgewalt empfindlich schwächte und es den adeligen Großen ermöglichte, eigene Ziele zu verfolgen. Im 7. Jahrhundert nahm so der Einfluss der Hausmeier derart zu, dass die letzten merowingischen Könige nur noch beschränkt eigenständig agieren konnten.

## Die merowingische Dynastie und ihr Reich

### Politische Geschichte
Der Ursprung des fränkischen Geschlechts der Merowinger ist durch zahlreiche spätere Mythen verklärt. Teilweise wird in der Forschung vermutet, dass bereits einige der fränkischen Kleinkönige, die Anfang des 4. Jahrhunderts vom römischen Kaiser Konstantin dem Großen bekämpft wurden (Ascaricus und Merogaisus), womöglich Merowinger waren, doch ist diese Annahme nicht beweisbar.

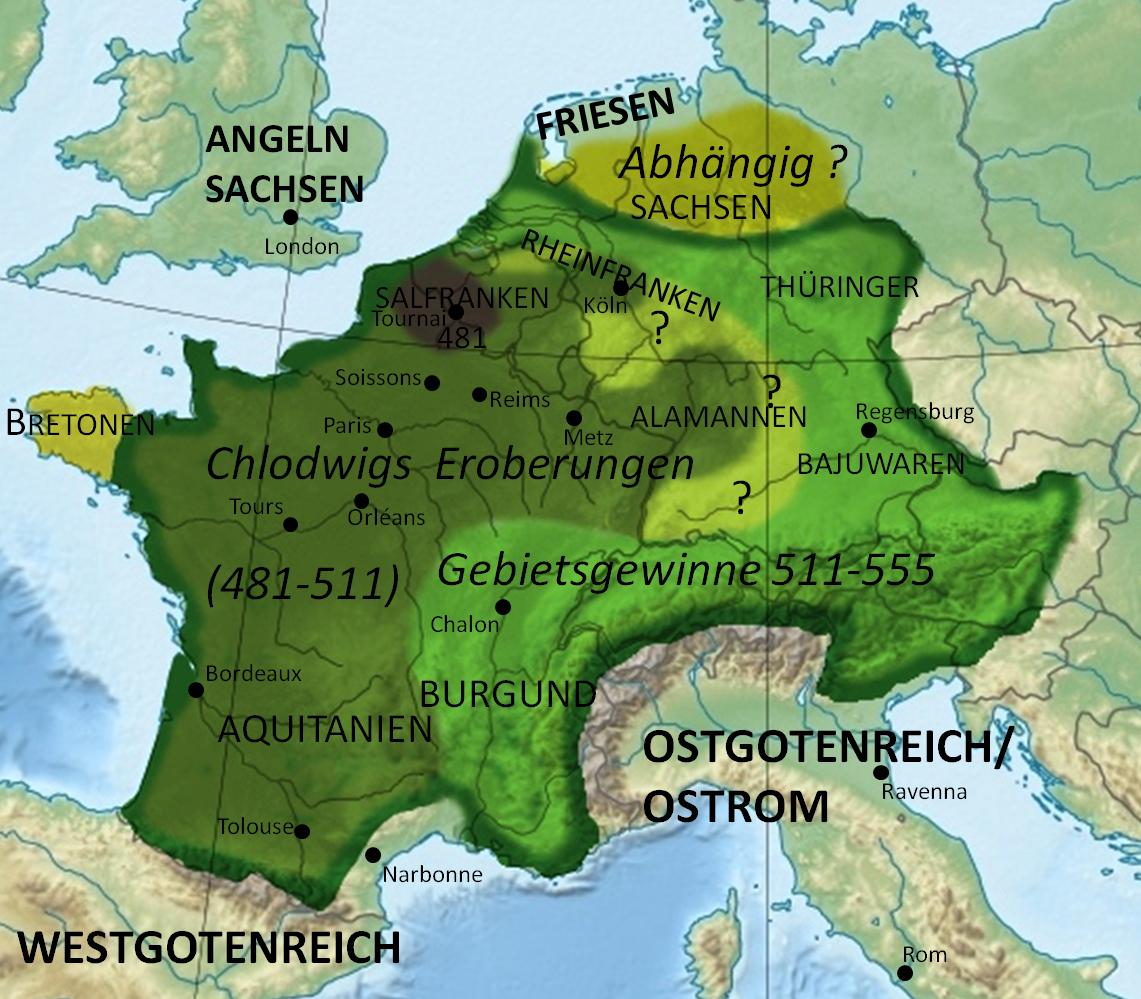
Die Expansion der frühen Merowinger während der ausgehenden Spätantike

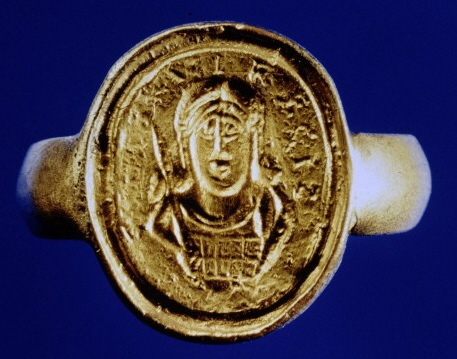
Siegelring mit dem Bildnis Childerichs und Aufschrift CHILDERICI REGIS

Historisch gesichert ist die Existenz der Merowinger erst für das 5. Jahrhundert: In Tournai wurde im Jahr 1653 die Grabstätte von Childerich I. († 481 oder 482) gefunden. Dieser bezeichnete sich selbst als rex, was zu dieser Zeit allerdings nicht ohne weiteres als „König“ übersetzt werden kann, und war anscheinend ein Fürst der Salfranken. Von Childerich, der angeblich ein Sohn Merowechs und mit dem früheren rex Chlodio verwandt war, stammten alle späteren Merowinger ab.
Heute wird dabei im Unterschied zur älteren Forschung oft angenommen, dass der Aufstieg der Familie erst mit Childerich begann. Zahlreiche kostbare Grabbeigaben waren ihm ins Grab gelegt worden; einige von diesen sagen viel über seine Stellung aus. So trug er die Uniform eines spätrömischen Offiziers; vom Militärumhang (paludamentum) war die goldene Zwiebelknopffibel erhalten. Childerich hatte, wie literarische Quellen bezeugen, als Föderatenführer für Westrom und für (und/oder später gegen, wie teils in der neueren Forschung vermutet) den römischen Heermeister Aegidius gekämpft, der sich 461 von der kaiserlichen Regierung lossagte und einen eigenen Machtbereich im nördlichen Gallien aufbaute. Childerich konnte seine Macht unter anderem auf die weiterhin arbeitenden ehemaligen römischen Rüstungsbetriebe (fabricae) in seiner Residenz Tournai stützen, was einen signifikanten Vorteil darstellte. In diesem Sinne profitierte Childerich erheblich vom staatlichen Erosionsprozess im Westreich, dessen Regierung im Zuge endloser Bürgerkriege immer mehr die Kontrolle über die Provinzen außerhalb Italiens entglitt, bevor der letzte weströmische Kaiser in Italien 476 abgesetzt wurde und fortan nur noch das oströmische Kaisertum existierte.
Wohl 469 bekämpfte Childerich sächsische Plünderer, wobei der römische comes Paulus (möglicherweise ein Nachfolger des Aegidius) getötet wurde. In der neueren Forschung ist vermutet worden, dass Aegidius, Paulus und Childerich um die Kontrolle der Reste der letzten weströmischen Armee in Gallien (des exercitus Gallicanus) rivalisierten.

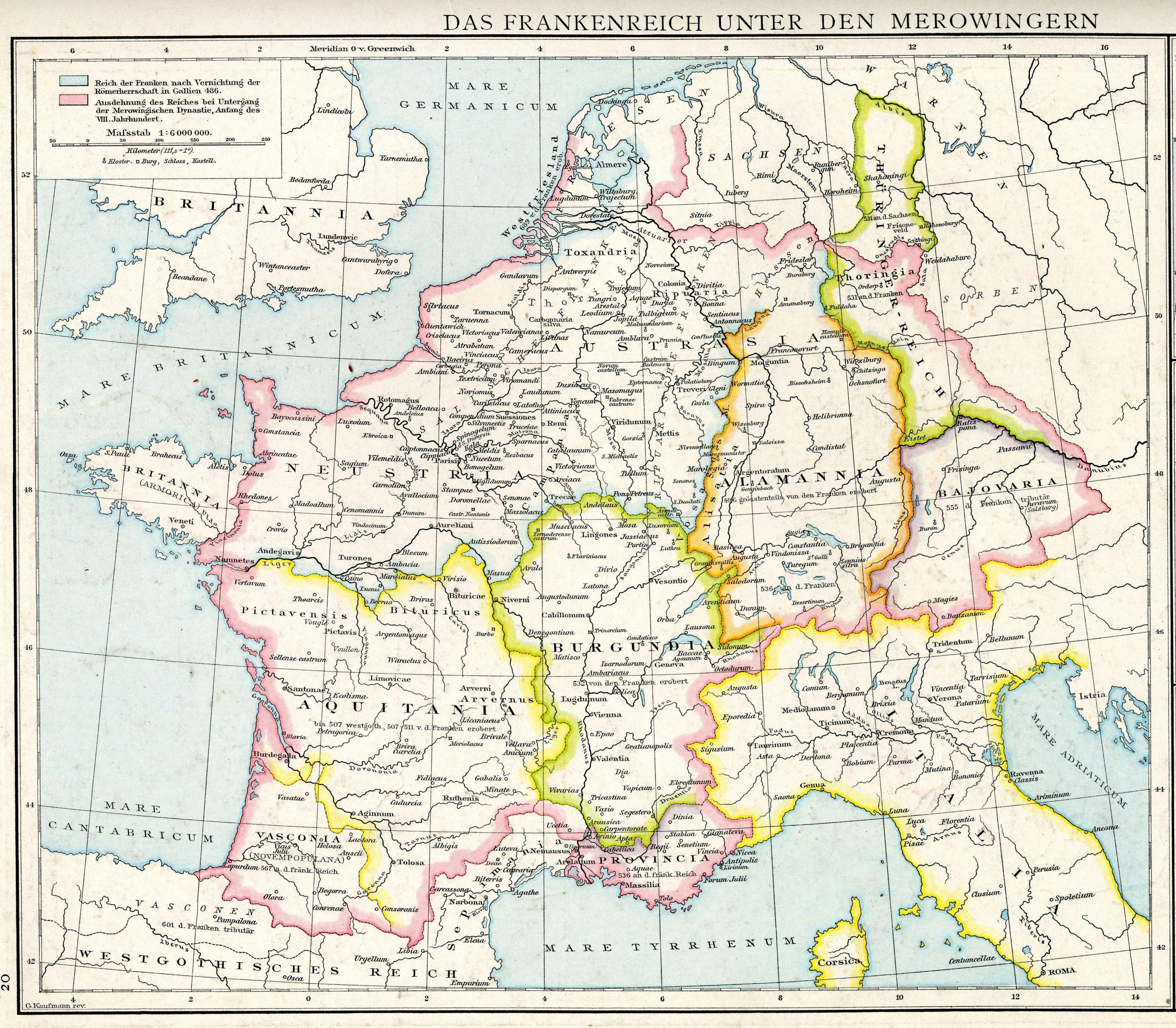
Das Frankenreich 486 (blau umrandet) und zum Ende der Merowinger-Herrschaft im 8. Jahrhundert (rosa)

Childerichs Sohn Chlodwig I. herrschte (so zumindest die traditionelle Chronologie) von 481/482 bis 511. Er beseitigte wohl 486 den letzten römischen Rivalen Syagrius, den Sohn des Aegidius, und erhob das Frankenreich durch Siege über die benachbarten fränkischen Kleinkönige (Sigibert von Köln, Ragnachar, Chararich), die Alamannen (496/506) und die Westgoten sowie durch die Annahme des katholischen Christentums der römischen Reichskirche zu weltgeschichtlicher Bedeutung. Durch die Annahme des katholischen Christentums wurden im Frankenreich vor allem Spannungen zwischen den Franken und der gallo-romanischen Mehrheitsbevölkerung, die ebenfalls katholisch war, vermieden. Dies war von immenser Bedeutung, da im Gegensatz zu den Franken die anderen germanischen Stämme (gentes) sich mehrheitlich zum Arianismus bekannten, was etwa in den Nachfolgereichen der West- und Ostgoten (in Hispanien bzw. Italien) sowie der Vandalen (in Nordafrika) für erhebliches Konfliktpotential sorgte. Chlodwig und seine Nachfolger beriefen sich aber nicht nur auf ihre Stellung als reges („Könige“ bzw. Heerkönige), sondern bewegten sich daneben lange noch im (post-)römischen Kontext. Die frühen Merowinger bewahrten im 6. Jahrhundert die gallorömische Kultur, bedienten sich der Kenntnisse der alten gallorömisch-senatorischen Aristokratie und lehnten sich an die spätantike Verwaltungspraxis an (wie das Amt des referendarius, der die königliche Kanzlei leitete), wobei die römisch geprägten urbanen Zentren (vor allem, aber nicht nur im südlichen Gallien) eine zentrale Rolle für Herrschaft und Verwaltung spielten. 507 griff Chlodwig die Westgoten an, tötete ihren rex Alarich II. im Kampf und eroberte den größten Teil auch des südlichen Galliens. Einen Zugang zum Mittelmeer gewannen die Franken allerdings erst nach seinem Tod.

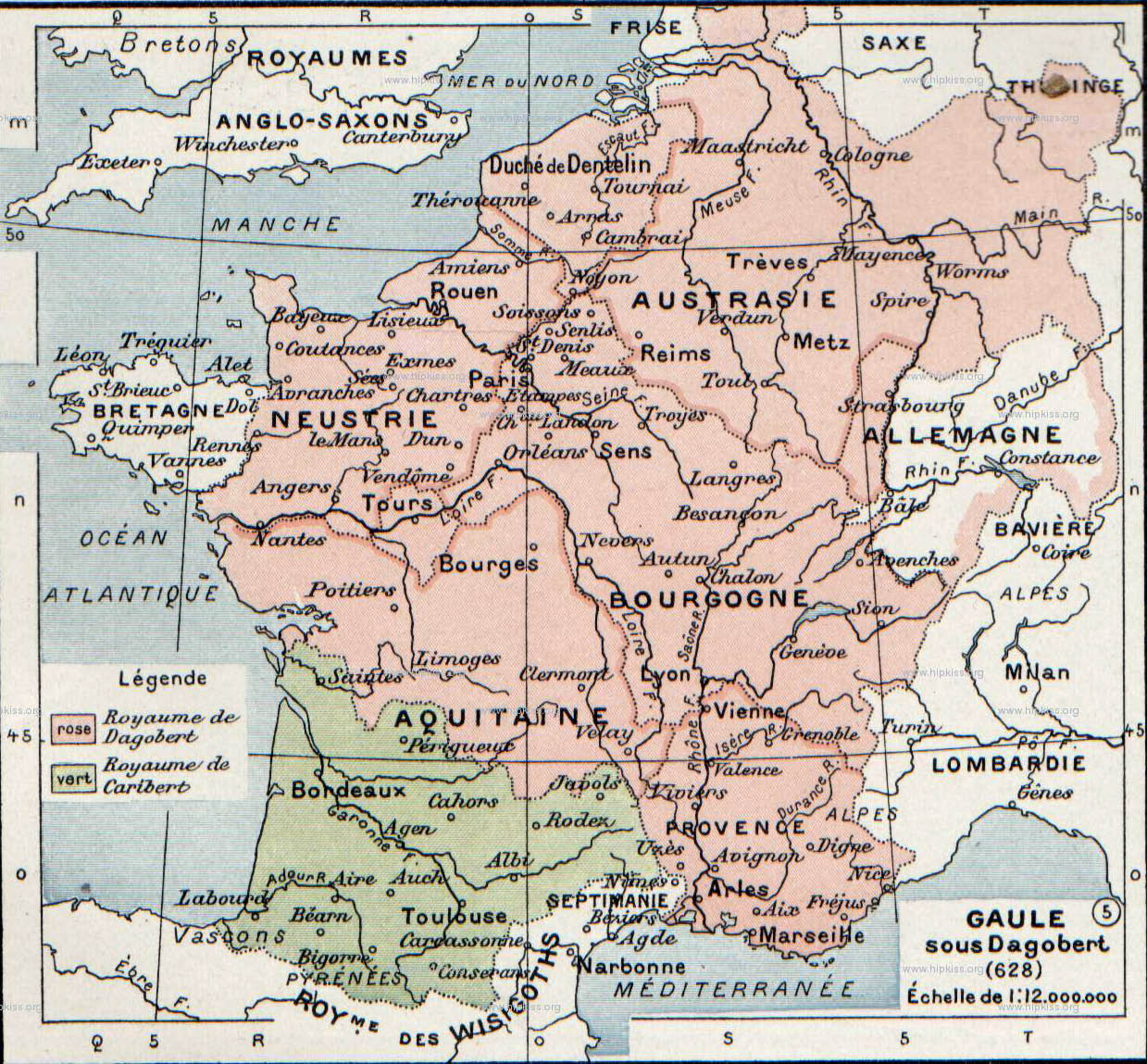
Frankenreich um 628 (unter Dagobert I.) mit der teilgesicherten Alemannia (rechts)

Chlodwig verteilte die Herrschaft im formal ungeteilten Reich auf seine vier Söhne (Theuderich I., Chlodomer, Childebert I. und Chlothar I.), doch starben drei Linien aus, so dass Chlothar I. von 558 bis 561 das inzwischen um Thüringen und Burgund erweiterte Reich wieder unter einem einzigen rex vereinigen konnte. Wenig später hörten die Merowinger auf, die nominelle Oberhoheit des (ost-)römischen Kaisers weiter anzuerkennen, mit dem die Merowinger im diplomatischen Kontakt standen. Um 585 stellte man so die Praxis ein, pseudoimperiale Münzen im Namen des Kaisers zu prägen. Bereits Theudebert I., der Sohn Theuderichs I., hatte in Schreiben an den oströmischen Kaiser Justinian seine unabhängige Machtstellung herausgestellt und die Größe seines Herrschaftsbereichs (wohl übertrieben) hervorgehoben. In der fränkischen Geschichtsschreibung blieb Ostrom aber weiterhin im Blick, so bei Gregor von Tours und in der Fredegarchronik. Schrittweise wurde aus dem Machtbereich fränkischer foederati nun ein zunehmend homogenes regnum. Dabei spielte – durchaus ebenfalls in spätantiker Tradition – das dynastische Prinzip eine zentrale Rolle für die Herrscherlegitimation; nur Merowinger hatten ein Recht auf den Thron.
Unter Chlothars Nachfolgern wurde die Herrschaft über das Fränkische Reich wieder geteilt und bald durch Bruderkriege zerrissen. Die fränkischen Teilreiche Austrasien (mit dem fränkischen Kernland im Osten), Neustrien im Westen und Burgund im Südosten führten wiederholt Krieg untereinander, was die merowingische Dynastie nachhaltig schwächte. Die Konflikte dauerten bis 613 an, als Chlothars Enkel Chlothar II. wieder die Macht über das Gesamtreich erlangte, nachdem er die bei vielen fränkischen Großen verhasste Königinwitwe Brunichild ausgeschaltet hatte. Brunichild hatte sich vergeblich um eine zentralisiertere Königsherrschaft bemüht; ihr Tod bedeutete auch einen Sieg des Adels, der dadurch weiter gestärkt wurde, während das Königtum eher geschwächt wurde. Seit dieser Zeit scheint auch die Steuererhebung von königlichen Beamten in den Städten auf die Bischöfe übergegangen zu sein.
Chlothar II. und Dagobert I. (der sich gegen den mächtigen Adel noch einmal behaupten konnte) waren der gängigen Lehrmeinung zufolge denn auch die letzten mächtigen Herrscher aus dem Geschlecht der Merowinger, doch fing bereits unter ihnen der Einfluss der Hausmeier (der maiores domus) an zu wachsen. Diese hatten ursprünglich nur als Hofverwalter fungiert, deren Kompetenzen aber stetig zunahmen und die schließlich den höchsten Reichsposten bekleideten, was den königlichen Einfluss seit dem 7. Jahrhundert immer mehr einschränkte. Da die adeligen Hausmeier (deren Titel schließlich erblich wurden) zudem über großen Landbesitz verfügten, waren sie für den König nur schwer zu kontrollieren. In dieser Situation erhob sich das mit den Arnulfingern verbündete Geschlecht der Pippiniden schrittweise zu solcher Macht, dass Grimoald, der Sohn Pippins des Älteren, 656 den Versuch unternahm, statt des Merowingers Dagobert II. nun seinen eigenen Sohn zum König des östlichen Teilreichs Austrasien (Hauptstadt Metz) zu erheben. Weil die anderen mächtigen Familien dies aber (noch) nicht duldeten, behielten die Merowinger ihre Königswürde noch ein weiteres Jahrhundert.
Obwohl im Lauf der Zeit zahlreiche Merowinger ermordet wurden, oft von nahen Verwandten, wurde die Dynastie als solche allerdings weiterhin für unantastbar gehalten. Daher mussten die Karolinger, als sie schließlich selbst den Thron bestiegen, eine neue Form der Herrschaftslegitimation suchen.
Tatsächlich scheinen einzelne Merowingerkönige sich noch einmal gegen den übermächtigen Einfluss der Hausmeier gestemmt zu haben. So werden Theuderich III. und Dagobert II. zwar oft als mehr oder weniger hilflose „Schattenkönige“ bezeichnet, doch haben sie nachweislich Gerichte abgehalten, geurkundet, über Hausgüter wohl frei verfügt und Privilegien verteilt, wobei Dagobert in der Kirchenpolitik zudem mehr Spielraum hatte.
Erst nach der Schlacht bei Tertry 687 begann der endgültige Aufstieg der aus den Arnulfingern und Pippiniden hervorgegangenen Karolinger, deren Bezeichnung auf den mächtigen fränkischen Hausmeier Karl Martell zurückgeht. Karl Martell konnte sich gegen konkurrierende Hausmeier durchsetzen (Schlacht von Vincy 717 und Schlacht bei Soissons 718/19) und vereinnahmte das Hausmeieramt endgültig für sein eigenes Haus, wenngleich sein Einfluss in Neustrien begrenzt blieb. Er setzte nacheinander Merowinger als Schattenkönige ein, die aber über keine reale Macht verfügten (siehe Chlothar IV., Chilperich II. und Theuderich IV.; nach dem Tod Theuderichs IV. 737 ließ Karl den Königsthron unbesetzt). Karl fungierte nun bis zu seinem Tod 741 als wahre Macht hinter dem Thron. Einer seiner Söhne, Pippin der Jüngere, erhob 743 den Merowinger Childerich III. zum König, ließ ihn aber 751/752 absetzen und in das Kloster Sithiu (spätere Abtei Saint-Bertin) einweisen. Um seine Herrschaft zu legitimieren, suchte und erhielt Pippin angeblich die ausdrückliche Zustimmung der Kirche (in der neuesten Forschung wird diese Version der Ereignisse allerdings bezweifelt). Nicht einmal der genaue Zeitpunkt, zu dem die Merowinger von der Macht verdrängt wurden, ist den Quellen zu entnehmen; der Umsturz muss irgendwann zwischen dem 20. Juni 751, als Childerich III. letztmals als rex bezeugt ist, und dem 1. März 752, als erstmals Pippin der Jüngere als rex erscheint, erfolgt sein. Über diese Angaben hinaus ist wenig bekannt.
Fest steht nur: Damit endete die Herrschaft der Merowinger, die zuletzt angeblich nur noch zeremoniell gewesen war. Wie reibungslos der Dynastiewechsel verlief und wie machtlos die letzten Merowinger wirklich waren, ist allerdings ebenfalls unklar. In jüngerer Zeit äußern Historiker wie Ian N. Wood, Bernhard Jussen oder Johannes Fried vermehrt Zweifel an der Zuverlässigkeit der späten und parteiischen Quellen aus der Karolingerzeit. Demnach sei die überlieferte Darstellung der Ereignisse eine spätere Konstruktion, die unter anderem die Absetzung Childerichs III. rechtfertigen sollte, indem sie die angebliche Machtlosigkeit des Herrscherhauses überbetonte, um den hochproblematischen Dynastiewechsel zu einer bloßen Formsache zu erklären. In der Tat passt zum Beispiel die Behauptung, die letzten Merowinger hätten mit einigen wenigen Dienern auf einem kleinen Landgut gelebt, schlecht zur großen Zahl von überlieferten Urkunden aus der Zeit Pippins des Mittleren, die die Könige an mehr als zehn weit auseinanderliegenden Orten ausstellten. Der Vorwurf, ein rechtmäßiger König sei bloß ein nutzloser rex inutilis, war das ganze Mittelalter hindurch eine beliebte Strategie, um einen Staatsstreich zu legitimieren.

### Binnenstruktur des Merowingerreichs
Das merowingische Verwaltungssystem war zunächst vor allem am spätantiken römischen Vorbild orientiert. Zumindest noch im 6. Jahrhundert dienten Referendarii (wobei es sich um weltliche Personen mit entsprechender Bildung handelte) in der königlichen Kanzlei, als rechtliche Berater des Königs sowie in administrativer und fiskalischer Funktion, wobei es sich nicht selten um Galloromanen handelte. Ohnehin spielte der gallorömische Senatsadel im frühen Merowingerreich weiterhin eine wichtige Rolle. Das Verwaltungssystem der Merowinger wurde im Verlauf der Zeit allerdings zunehmend ineffektiv, vor allem was das Besteuerungswesen betraf. Der König war auf fließende Einnahmen angewiesen, um militärische Aufgebote und die Verwaltungsbeamten zu finanzieren. In diesem Zusammenhang machten sich mehrere hohe Königsbeamte sehr unbeliebt bei der Bevölkerung, indem sie Steuern rigoros eintrieben (siehe etwa Parthenius und Protadius).
Zentral für die Verwaltung des Reichs waren, wie bereits in römischer Zeit, die Städte, die für das Merowingerreich eine starke Kontinuitätslinie zur römischen Zeit darstellten. Die Reste der alten kaiserlichen Fiskalgüter wurden denn auch von den jeweils nahen urbanen Zentren aus verwaltet. Des Weiteren residierte in jeder Stadt mit dem comes civitatis ein königlicher Statthalter, der über verwaltungstechnische, juristische und militärische Kompetenzen verfügte. Der comes civitatis war somit der wichtigste weltliche Funktionsträger auf lokaler Ebene. Mit der zunehmenden Schwächung der Königsmacht im 7. Jahrhundert verschob sich auch das Machtgefüge zugunsten der Großen im Reich. Seit der Zeit von Chlothar II. und Dagobert I. waren nicht mehr königliche Beamte in den Städten für die Steuererhebung zuständig, sondern die Bischöfe. Ebenso wurde auch auf die Neufestsetzung der Kopf- und Grundsteuer verzichtet, sie wurde zu einer gewohnheitsrechtlichen Abgabe. Gleichzeitig gewann auch der weltliche Adel zunehmend an Einfluss. Dies kam 614 im Edictum Chlotharii zum Ausdruck, in dem Chlothar den Großen mehrere Konzessionen machen musste, was eine Schwächung der königlichen Zentralgewalt bedeutete.
Im Hinblick auf die Einnahmen verfügten die merowingischen Könige über verschiedene Quellen, so zum Beispiel den Königsschatz, Einnahmen aus der Besteuerung (Kopf- und Grundsteuer) und aus den königlichen Ländereien sowie aus Kriegsbeute. Allerdings wurden die entsprechenden Steuerlisten, die nach römischem Vorbild geführt wurden, später nicht mehr regelmäßig aktualisiert; dies führte dazu, dass manche Personen zu geringe, andere aber viel zu hohe Beträge zu entrichten hatten. Ebenso entzogen sich mehrere Personen der Besteuerung und über die Randregionen des Reiches verloren die Merowinger schließlich die Kontrolle. Am verheerendsten war jedoch, dass die mächtigen Hausmeier die Kontrolle über den fiscus gewannen und die Könige zunehmend finanziell abschnürten. Zur königlichen Verwaltung gehörten neben dem Hausmeier der thesaurarius, der für den königlichen Schatz zuständig war, der domesticus (Haushofmeister) und der oberste referendarius, der Leiter der königlichen Kanzlei. Die Amtsbezeichnung des cubicularius für den Kämmerer und Schatzmeister verschwindet hingegen im frühen 7. Jahrhundert aus den Quellen.
Forscher wie Patrick J. Geary zählen die Merowingerzeit noch zur Spätantike. Mentalitätsgeschichtlich und im Gegensatz zu diesen Forschungstendenzen, die den Kontinuitätsgedanken betonen, schreibt Georg Scheibelreiter der Oberschicht im Merowingerreich hingegen eine barbarische, agonale Grundhaltung zu, die sich wesentlich vom Legitimitäts- und Ausgleichsdenken der spätrömischen Welt unterschieden habe. Diese Grundhaltung der fränkischen Eliten, die alle Verträge und Eide missachtet hätten, die sie ohne Zögern zu gewaltsamen Mitteln greifen ließ, habe sich im Laufe des 7. Jahrhunderts unter dem Gefühl einer permanenten Bedrohung durch Fehden und Bürgerkriege bis zur „berserkerhaften Wildheit“ gesteigert. Davon seien auch kirchliche Würdenträger nicht verschont geblieben. Allerdings reflektieren Gewaltdarstellungen gerade in den hagiographischen Quellen eher die moralische Position und Mentalitäten der jeweiligen Verfasser. Die realitätsnahe Darstellung roher Gewalt in spätantiken und frühmittelalterlichen Quellen hatte auch die Funktion, die daran beteiligten Personen negativ zu schildern, wobei teils auf Stereotypen des antiken Barbarenbilds zurückgegriffen wurde. Mischa Meier hat jüngst die in den Quellen oft hervorgehobene Gewaltausübung der Merowinger mit der bereits zuvor voranschreitenden Militarisierung Galliens in Verbindung gebracht, das ein Hauptrekrutierungsgebiet der weströmischen Armee war. Vor allem oppositionelle Kreise hatten zudem ein Interesse daran, die Merowinger in ein eher schlechtes Licht zu rücken, wie die nachfolgende Darstellung in den pro-karolingischen Quellen zeigt.

### Ursprungssage und Frage des Sakralkönigtums
Der Name „Merowinger“ kommt – in der Form Mervengus – erstmals um 640 bei Jonas von Bobbio vor, etwas später in der Fredegar-Chronik und dann erst wieder im 8. Jahrhundert.
Schwierig zu klären sind die seit langem diskutierten Fragen nach dem Ursprung und der Legitimation des merowingischen Herrschaftsanspruchs. Es handelt sich um folgende Fragen:
- Gab es ein altes Königtum der Merowinger, das in vorchristlicher Zeit durch einen Mythos legitimiert war, der eine göttliche Abstammung des Geschlechts behauptete? Welcher Stellenwert kam dieser Sage gegebenenfalls zu?
- Haben die christlichen Merowinger weiterhin von dem Ansehen profitiert, das der Ursprungsmythos gegebenenfalls ihren Vorfahren verschafft hatte? Haben sie einen solchen Mythos aus diesem Grund trotz seiner Unvereinbarkeit mit der christlichen Lehre propagieren lassen?
- Inwieweit lassen sich aus einzelnen Angaben erzählender Quellen der Merowinger- und der Karolingerzeit fortdauernde Überreste einer etwaigen vorchristlichen sakralen Tradition des merowingischen Königtums erschließen? Gestatten es diese Belege, dieses Königtum in den Zusammenhang eines antiken germanischen Sakralkönigtums einzuordnen?

In der Forschung stehen sich zwei extreme Positionen gegenüber, diejenige von Karl Hauck und diejenige von Alexander C. Murray. Hauck war der konsequenteste Vertreter der modernen Theorie vom fränkischen Sakralkönigtum. Seine Auffassung, bei den Merowingern lasse sich die Tradition eines alten germanischen Sakralkönigtums beobachten, prägte die Forschung seit der Veröffentlichung seines wegweisenden Aufsatzes im Jahr 1955 für lange Zeit. 1998 widersprach Alexander Murray dieser Sichtweise dann vehement. Andere Forscher wie Ian Wood äußerten sich zwar zurückhaltender. In jüngster Zeit gewinnt jedoch eine Position an Zustimmung, die das „germanische Königtum“ insgesamt für einen Mythos hält, weshalb keine entsprechende Tradition bei den Merowingern vorliegen könne: Erst im Verlauf der Kaiserzeit sei es bei den Germanen in Imitation römischer Formen zur Ausprägung monarchischer Systeme gekommen.
Im Mittelpunkt der Kontroversen steht die Herkunftssage (Origo gentis), wie sie in der lateinischen Fredegar-Chronik (7. Jahrhundert) überliefert ist. Sie berichtet von Chlodio, dem ersten als historische Persönlichkeit fassbaren rex der Salfranken, der im zweiten Viertel des 5. Jahrhunderts fränkische Krieger anführte und auch aus anderen Quellen bekannt ist. Der Sage zufolge begegnete Chlodios Frau, als sie sich zum Baden an das Meer begab, einem Meeresungeheuer (bestia Neptuni „Untier Neptuns“), das dem Quinotaurus ähnlich war. Darauf gebar sie einen Sohn, den späteren König Merowech, Großvater Chlodwigs I. (zweifellos eine historische Gestalt). Der Name Quinotaurus erinnert an die antike griechische Sage von Minotauros, einem Mischwesen aus Mensch und Stier; vielleicht ist das Qu nur ein Schreiberversehen. Die Formulierung in der Chronik lässt die Frage offen, ob das Untier selbst der Vater Merowechs war oder ob die Begegnung der Königin mit ihm nur als Vorzeichen zu verstehen ist und Chlodio der Vater war. Der Chronist fügt hinzu, nach diesem Merowech seien dessen Nachkommen, die Frankenkönige, später Merohingii genannt worden.
Karl Hauck, der hier mit Methoden der Vergleichenden Religionswissenschaft arbeitete, deutete die Erzählung konsequent im Sinne einer sakralen Königsidee. Er verstand den Text so, dass Merowech nicht entweder von dem Ungeheuer oder von Chlodio gezeugt wurde, sondern beides zugleich: Das  aut … aut („entweder – oder“) habe im Vulgärlatein auch „sowohl – als auch“ bedeutet, das Ungeheuer sei daher niemand anders als Chlodio selbst gewesen, der zeitweilig als theriomorphes (tiergestaltiges) Wesen auftrat und damit seine göttliche Natur erwies. So habe sich durch den Zeugungsakt das „Wirken der Zeugungs- und Schöpfungsmacht des Hauptgottes“ gezeigt, das den Stammvater des Geschlechts hervorbrachte; die Stiergestalt stehe für die „Urgewalt der göttlichen Schöpferkraft“ eines Fruchtbarkeitsgottes. Die Sage sei im Sinne des Konzepts der „heiligen Hochzeit“ (Hierogamie) aufzufassen. In diesem Zusammenhang verwies Hauck auf eine besondere Bedeutung des Stiers für die Merowingersippe: im Grab von Merowechs Sohn und Nachfolger Childerich I. wurde ein goldenes Stierhaupt gefunden. Dem Mythos habe auch ein ansatzweise rekonstruierbarer Kultus entsprochen, der schon lange vor dem fünften Jahrhundert bestanden habe und dann auf jüngere Repräsentanten des alten, heiligen Königsgeschlechts übertragen worden sei.
Diese Interpretation, die aus dem Text der Chronik auf die Existenz einer altgermanischen, ursprünglich mündlich überlieferten Sage schließt, fand in der Forschung über Jahrzehnte hinweg grundsätzlich Anklang. Allerdings wurde die Gleichsetzung des quasi göttlichen Ungeheuers mit Chlodio meist nicht akzeptiert, sondern an der Übersetzung „entweder – oder“ festgehalten. Anstoß erregte seit jeher der Umstand, dass die Chronik zwei relativ unbedeutende historische „Kleinkönige“ bzw. Föderatenführer des 5. Jahrhunderts zu den Protagonisten des Mythos macht. Daher und aus sprachlichen Überlegungen setzte sich die Auffassung durch, dass sich die Sage in ihrer ursprünglichen Version nicht auf Merowech bezogen habe, sondern auf eine weit ältere Sagengestalt namens Mero als Stammvater der damals so genannten „Merohinger“. Erst in einer jüngeren Fassung sei sie wegen der Namensähnlichkeit auf Chlodio und Merowech übertragen worden. Dadurch sei der Irrtum entstanden, der Name der Merowinger sei von dem historischen König Merowech abgeleitet.
Murray hat seine radikale Gegenposition zu dieser Sichtweise ausführlich begründet. Stierdarstellungen seien in der spätantiken Kunst weit verbreitet und nicht notwendigerweise religiös zu deuten; außerdem könne es sich bei den Funden aus dem Childerichgrab um keltische Importware handeln. Die mutmaßliche Sagengestalt Mero sei rein spekulativ erschlossen und ihr fehle jede Basis in den Quellen; vielmehr gehe der Name Merowinger auf den historischen Merowech zurück. Die Erzählung in der Fredegar-Chronik habe keinen heidnischen Hintergrund, sondern sei erst im sechsten oder siebten Jahrhundert entstanden. Es handle sich nicht um eine echte Sage, sondern nur um den Versuch eines gebildeten Christen, den Namen Merowech nach einer damals verbreiteten Gewohnheit etymologisch zu erklären. Dieser gelehrte Franke habe den Namen Merowech als „Meer-Vieh“ gedeutet und sei so darauf gekommen, einen Zusammenhang mit dem Neptun-Ungeheuer herzustellen. Den Minotauros-Mythos habe er gekannt, denn dieser wurde von populären Autoren wie Vergil, Ovid und Apuleius behandelt bzw. erwähnt und war noch in der Spätantike gut bekannt. Der Minotauros-Sage zufolge war Minotauros der Sohn eines Stiers, den der Gott Poseidon (Neptun) aus dem Meer emporsteigen ließ. Von dieser Vorstellung angeregt sei der christliche Franke auf die Idee gekommen, die Minotauros-Sage für seinen Zweck umzugestalten.
Ian Wood zieht die Möglichkeit in Betracht, dass die Erzählung in ihrer überlieferten Form als Verspottung mythischer Deutungen einer sakralen Herkunft des Merowingergeschlechts gedacht war.

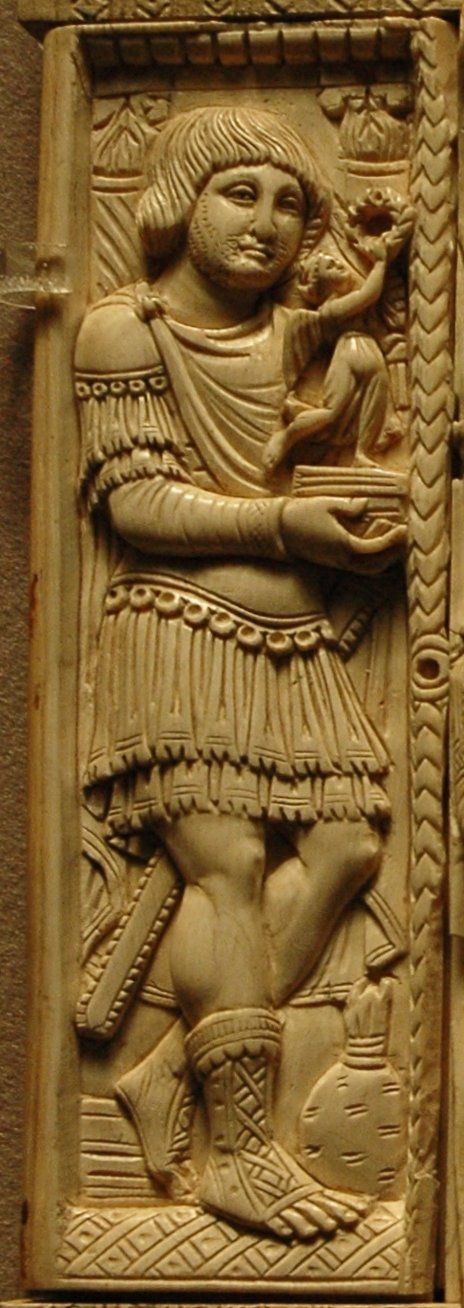
Das Seitenpanel des Barberini-Diptychon aus dem frühen 6. Jahrhundert zeigt einen langhaarigen Soldaten in kaiserlichen Diensten.

Verkompliziert wird die Situation dadurch, dass in jüngster Zeit Gelehrte wie Patrick J. Geary und Guy Halsall verstärkt dafür plädieren, zumindest Childerich I. primär als spätrömischen Söldnerführer zu betrachten, der einen extrem heterogenen Verband von Menschen unterschiedlichster Herkunft befehligt habe. Da die Merowinger in Wahrheit keine alte Familie gewesen, sondern möglicherweise erst mit Childerich in eine prominente Position aufgestiegen seien, sei, sofern tatsächlich eine sakrale Legitimation postuliert worden sei, zumindest nicht von alten Wurzeln derselben auszugehen. Dies wird auch von jenen Forschern angenommen, für die es kein „altgermanisches“ Königtum gegeben habe, sich dies vielmehr erst in nachchristlicher Zeit unter römischem Einfluss ausgeprägt habe.
Das Erscheinungsbild der Merowinger wurde von ihren langen Haaren geprägt, was bereits auf dem Siegel Childerichs I. erkennbar ist und auch von mehreren späten Chronisten bestätigt wird. Doch ist unklar, wie genau dieses Merkmal zu deuten ist: Während etwa Eugen Ewig und John Michael Wallace-Hadrill die Haartracht mit einem alten Heerkönigtum und einer herrschaftlichen Sphäre verbinden wollten, betrachten sie Forscher wie Reinhard Schneider eher als Zeichen der Zugehörigkeit zur Herrscherfamilie.
Allerdings bevorzugen in jüngerer Zeit viele Forscher eine ganz andere Erklärung für die Ursprünge der merowingischen Haartracht: Im 5./6. Jahrhundert trugen viele Krieger schulterlanges Haar; dies gehörte in der Spätantike zum habitus barbarus, dem typischen Aussehen eines kriegerischen Aristokraten, egal ob Römer oder Barbar. Die merowingischen reges könnten also einfach bis zuletzt an dieser zunehmend antiquierten Sitte festgehalten haben. In der Endphase der Dynastie, als die Merowinger angeblich nur noch Schattenkönige waren, und nach der Beseitigung ihres Königtums wurden sie insgesamt als Bewahrer altertümlicher Bräuche dargestellt; dies könnte durchaus auch für ihre Haartracht gegolten haben. Angaben aus der Karolingerzeit, die das traditionsgebundene Verhalten der letzten Merowinger als seltsam, lächerlich und antiquiert erscheinen lassen, dürften bewusst verzerrt sein, da sie der Rechtfertigung des Dynastiewechsels von 751/2 dienen sollten (siehe oben).
So schreibt Einhard, der in karolingischer Zeit eine Biographie Karls des Großen verfasste, die letzten Merowinger hätten sich auf einem von Ochsen gezogenen Karren (carpentum) herumfahren lassen. Dieser Karren wurde in der älteren Forschung oft auf einen heidnischen Kultwagen zurückgeführt und als zusätzliches Indiz für den mutmaßlich sakralen Charakter des merowingischen Königtums genannt. Dagegen wandte Murray ein, dass Einhard den Ochsenkarren nur mit den letzten Merowingern in Verbindung bringt und ihn nicht als herrscherliches Merkmal oder Privileg kennzeichnet, und dass keine einzige der älteren Quellen solche Karren als Fahrzeuge der merowingischen Könige erwähne. Doch was der karolingerzeitliche Autor als lächerliche Kuriosität schildert, war in Wahrheit ein altes Element der spätantiken Herrscherrepräsentation gewesen: Ammianus Marcellinus berichtet, Kaiser Constantius II. sei 357 auf einem carpentum in Rom eingezogen, und noch im 6. Jahrhundert reisten römische Präfekten und vicarii laut dem Gelehrten und Politiker Cassiodor meist in solchen Karren, die ein Zeichen ihrer hohen Würde waren.
Fest steht: Die letzten Merowinger wurden trotz ihrer Machtlosigkeit nicht allgemein als lächerliche Figuren wahrgenommen; anderenfalls hätten die Karolinger den Dynastiewechsel leichter und früher durchführen können und wären dafür nicht auf die Autorität des Papstes angewiesen gewesen. Die Hausmeier mussten lange Zeit Rücksicht auf die tief verwurzelte Tradition nehmen, nach der nur Merowinger zur Königswürde legitimiert waren. Bereits Julius von Pflugk-Harttung sprach für die Jahre nach 687 von einer „planmäßigen Entwöhnung“ von der Herrscherfamilie. Diese quasi religiöse Scheu gegenüber der Dynastie dient oft als Argument dafür, dass ihr bis zuletzt ein sakraler Charakter mit Wurzeln in archaischen heidnischen Vorstellungen zugeschrieben worden sei. Da jedoch ein Beweis dafür bisher nicht erbracht wurde, bleibt die Frage offen. Dynastisches Denken, also die Vorstellung, das Recht auf Herrschaft sei an nur eine Familie gebunden, war in Spätantike und Frühmittelalter omnipräsent; es bedurfte, wie der Blick auf die Theodosianische Dynastie zeigt, keineswegs einer expliziten religiösen Begründung und muss daher auch nicht in einem Sakralkönigtum wurzeln.

## Herrscher
Aufgrund der ständigen Teilungen des Reiches unter den Söhnen der Merowinger herrschten bis zu vier Brüder oder andere Verwandte gleichzeitig in Teilreichen. Die beiden wichtigsten waren Austrasien im Osten und Neustrien im Westen des Kerngebietes des fränkischen Königreichs.
- Chlodio (zweites Viertel des 5. Jahrhunderts)
- Merowech (um 450)
- Childerich I. (ca. 457–ca. 482)
- Chlodwig I. (ca. 482–511)

| - Chlodomer (511–524 Neustrien) - Childebert I. (511–558 Neustrien) - Chlothar I. (511–558 Neustrien, 558–561 Gesamtreich) | - Theuderich I. (511–533 Austrasien) - Theudebert I. (533–547 Austrasien) - Theudebald (547–555 Austrasien) |

| - Charibert I. (561–567 Neustrien) - Chilperich I. (561–584 Neustrien) - Chlothar II. (584–613 Neustrien) | - Guntram I. (561–592 Burgund) - Theuderich II. (596–613 Burgund) | - Sigibert I. (561–575 Austrasien) - Childebert II. (575–596 Austrasien/Burgund) - Theudebert II. (596–612 Austrasien) - Sigibert II. (613 Austrasien) |

- Chlothar II. (613–629)
- Charibert II. (629–632 Aquitanien)
- Chilperich von Aquitanien (632)
- Dagobert I. (629–639)

| - Chlodwig II. (639–657 Neustrien) - Chlothar III. (657–673 Neustrien) - Theuderich III. (673–679 Neustrien) | - Sigibert III. (639–656 Austrasien) - Childebertus adoptivus (657–662 Austrasien), von Sigibert III adoptierter Pippinide - Childerich II. (662–675 Austrasien) - Chlodwig von Austrasien (675/676) - Dagobert II. (676–679 Austrasien) |

- Theuderich III. (679–690)
- Chlodwig III. (690–694)
- Childebert III. (694–711)
- Dagobert III. (711–715)
- Chilperich II. (715–721)
- Theuderich IV. (721–737)
- Childerich III. (743–751)

## Archäologie und kulturelle Zeugnisse

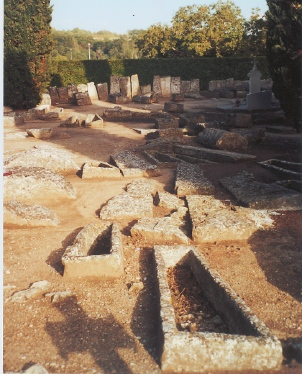
Merowingerzeitliche Nekropole in Civaux

Neben den schriftlichen Quellen zur Epoche der Merowinger zieht die historische Forschung heute wesentliche Informationen aus archäologischen Quellen. In erster Linie stehen hierfür Gräber zur Verfügung, deren genaue Dokumentation bei der Ausgrabung die Voraussetzung für eine aussagekräftige Interpretation ist. Denn durch Ausgraben einer Nekropole wird diese unwiederbringlich zerstört, und daher ist es erforderlich, jede Kleinigkeit zu dokumentieren und auf diese Art als Information zu erhalten.
In der Archäologie haben sich Methodik und Fragestellung im Laufe der Zeit geändert. Waren frühere Generationen noch besonders interessiert am Fund großer Reichtümer, fragt der heutige Frühgeschichtler vor allem nach den Lebensumständen auch der einfachen Bevölkerung. Zumindest Informationen über wirtschaftliche Kraft und Jenseits-Vorstellungen lassen sich aus dem Inventar und dem Bau (Einbauten wie Grabkammer oder einfache Baumsärge, Ausrichtung der Bestattung etc.) eines Grabes mit einiger Sicherheit ableiten.
Die alte Vorstellung, dass nach der „zivilisierten“ Epoche der Spätantike eine dunkle und wenig zivilisierte Zeit der Merowinger folgte, muss heute zumindest teilweise revidiert bzw. relativiert werden. Zwar diskutiert die Frühgeschichte ebenso wie die Alte Geschichte noch immer das Problem von Kontinuität oder Diskontinuität in der Übergangsphase von der Spätantike zum Frühmittelalter, doch kann anhand von Bodenfunden schon heute angenommen werden, dass zumindest die frühen Merowinger einen sehr eigenen ästhetischen Anspruch an ihre Ausstattung hatten und insbesondere römische Formen weiterpflegten. Es gibt gute Gründe, die merowingische Geschichte mindestens bis zur Mitte des 6. Jahrhunderts noch zur Spätantike zu rechnen, da die Kontinuitäten zur römischen Zeit damals noch dominierten, auch wenn natürlich bereits „mittelalterliche“ Elemente erkennbar sind. Insgesamt lässt sich zwar ein deutliches Absinken des Niveaus der materiellen Kultur sowie ein Niedergang der antiken Bildung zwischen 450 und 700 kaum leugnen. Einige Historiker zählen dennoch die gesamte Zeit bis zur Absetzung des letzten Merowingers Childerich III. im Jahr 751 noch zur Spätantike.
Eine hohe Bedeutung bei der kulturellen Erforschung der merowingischen Epoche hat der umfangreiche ehemalige Fundbestand des Museums für Vor- und Frühgeschichte in Berlin. Nach dem Zweiten Weltkrieg gelangten die Funde als sogenannte Beutekunst in die Sowjetunion und sind heute im Besitz des Moskauer Puschkin-Museum bzw. in anderen Museen der GUS. Seit April 2007 ist nach 60 Jahren Verborgenheit dieser umfangreiche Schatz wieder in einer Ausstellung in Moskau der Öffentlichkeit und der Wissenschaft zugänglich.

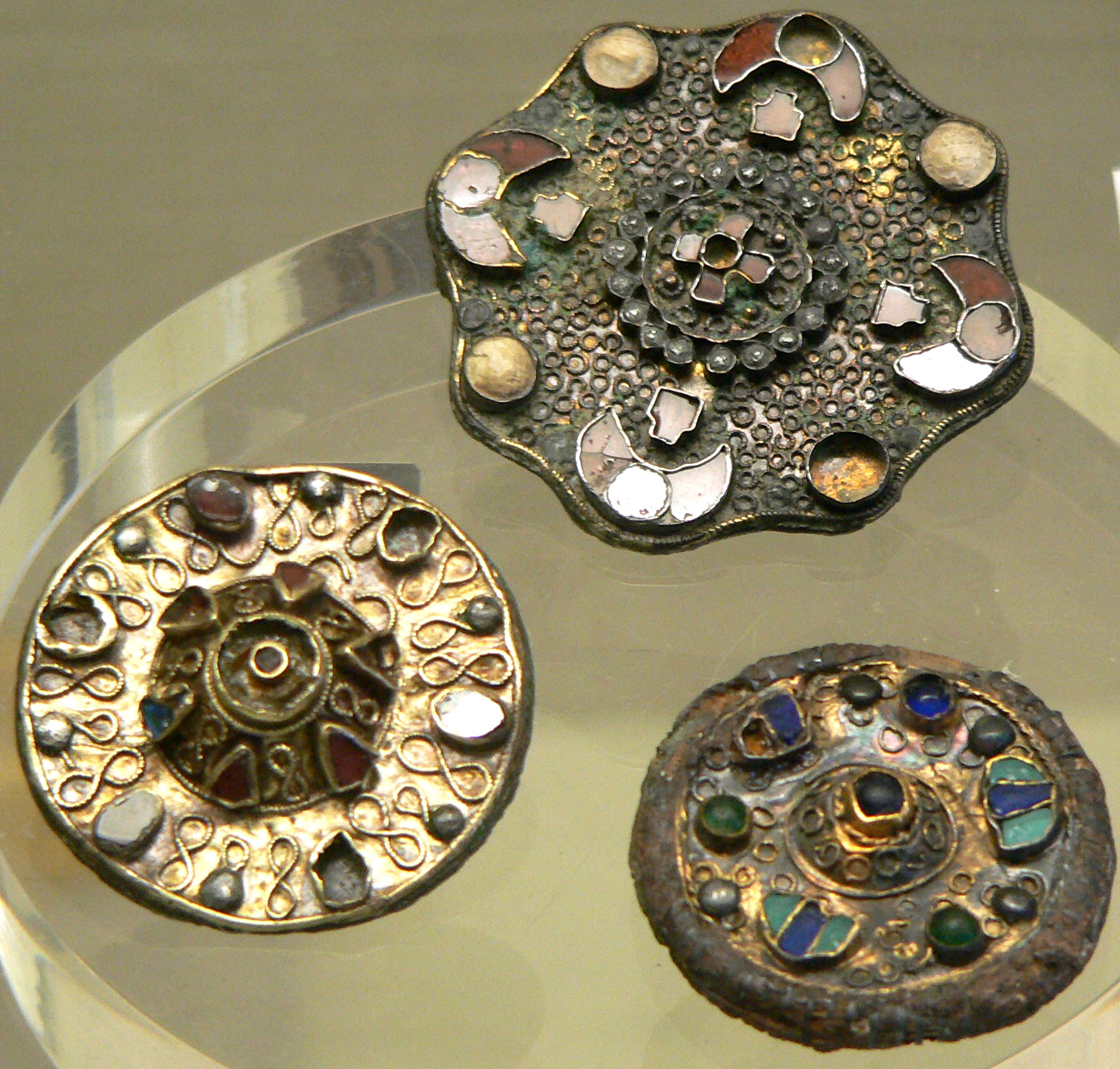
Merowingerzeitliche Scheibenfibeln

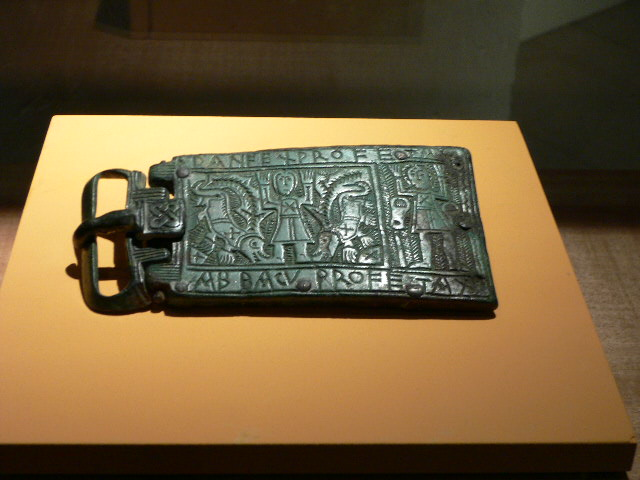
Gürtelschnalle

Neben einer sehr großen Anzahl unterschiedlichster Perlen und unterschiedlicher Trachten wurden auch mit Almandin verzierte Scheibenfibeln als Gewandnadeln getragen. Neben goldenen Schmuckplättchen trugen die Frauen aus wirtschaftlich potenten Familien zu ihrer Bestattung auch eine Vielzahl von Glasperlen unterschiedlicher Formen und Farben. In die Kleidung oder das Leichentuch kann ein feiner Goldfaden (Goldlahn) eingewebt gewesen sein. Silberner Schmuck wie Ohrringe, aber auch Gürtelschnallen oder die typisch merowingerzeitlichen Beingurte, deren praktischer Charakter im Halten eines den Unterschenkel verdeckenden Tuchs gesehen werden muss, sowie Ringe aus Edelmetall gehörten ebenfalls zur Ausstattung. Dabei finden sich in Gräbern der Oberschicht noch bis nach 600 recht oft auch Münzen und Schmuck aus Ostrom, mit dem weiterhin Kontakt bestand: Noch unter Kaiser Maurikios (582–602) wurden oft Gesandtschaften ausgetauscht. Ostrom versuchte wiederholt, die Merowinger zu Angriffen auf die Langobarden zu bewegen, und Kaiser Herakleios schickte um 630 noch Reliquien an Dagobert I.
Sicher kann in der prachtvollen Beisetzung „adliger“, zumindest aber wirtschaftlich besser gestellter Personen, die in Gallien seit ca. 400 üblich wurde, ein Symptom für einen erheblichen Gruppendruck der Gemeinschaft gesehen werden: In das Grab kam nur das, was aufzugeben sich die Familie des Toten leisten konnte, denn es war ja durch die Beisetzung dem Zugriff entzogen. Zugleich war während der Bestattung für alle erkennbar, dass die betreffende Familie reich genug war, auch Kostbarkeiten aufzugeben (Geltungskonsum). Dass dieser Zustand nicht für alle Zeiten anhielt, wird aus der hohen Anzahl von später beraubten Gräbern deutlich, aus denen Mitglieder der Gemeinschaft – in der Regel einige Zeit nach der Beisetzung – die besten Stücke des Inventars stahlen.
Seltener beraubt, weil nicht so reich ausgestattet, sind die Gräber der wirtschaftlich weniger gut gestellten Familien oder der romanisierten Bevölkerung, die ein anderes Beigabenmuster haben. Hier wollte man nicht die wertvollen und noch für das Überleben oder den Status wichtigen Gegenstände durch die Bergung in der Erde aufgeben. So wurde in solchen Fällen früher oft zu leichtfertig von „armer“ Bevölkerung gesprochen. Diese Bevölkerungsgruppe ist es auch, die die Chronologie-Systeme von Archäologen ins Wanken bringen kann. Oftmals wurden Gegenstände erst aufgegeben, wenn sie völlig aus der Mode gekommen waren, und ihr Tragen keinen Wert mehr in der Gesellschaft hatte. So verschiebt sich die Beigabe etwa eines Ohrringpaares, das eine relativ begrenzte chronologische Laufzeit haben sollte, manchmal um einige Jahrzehnte und wirft eine – in der Regel generell sehr empfindliche – Feinchronologie fast um. Die Berücksichtigung auch dieser Tatsache macht die Auswertung einer archäologischen Quelle – wie etwa eines merowingerzeitlichen Gräberfelds – so komplex.

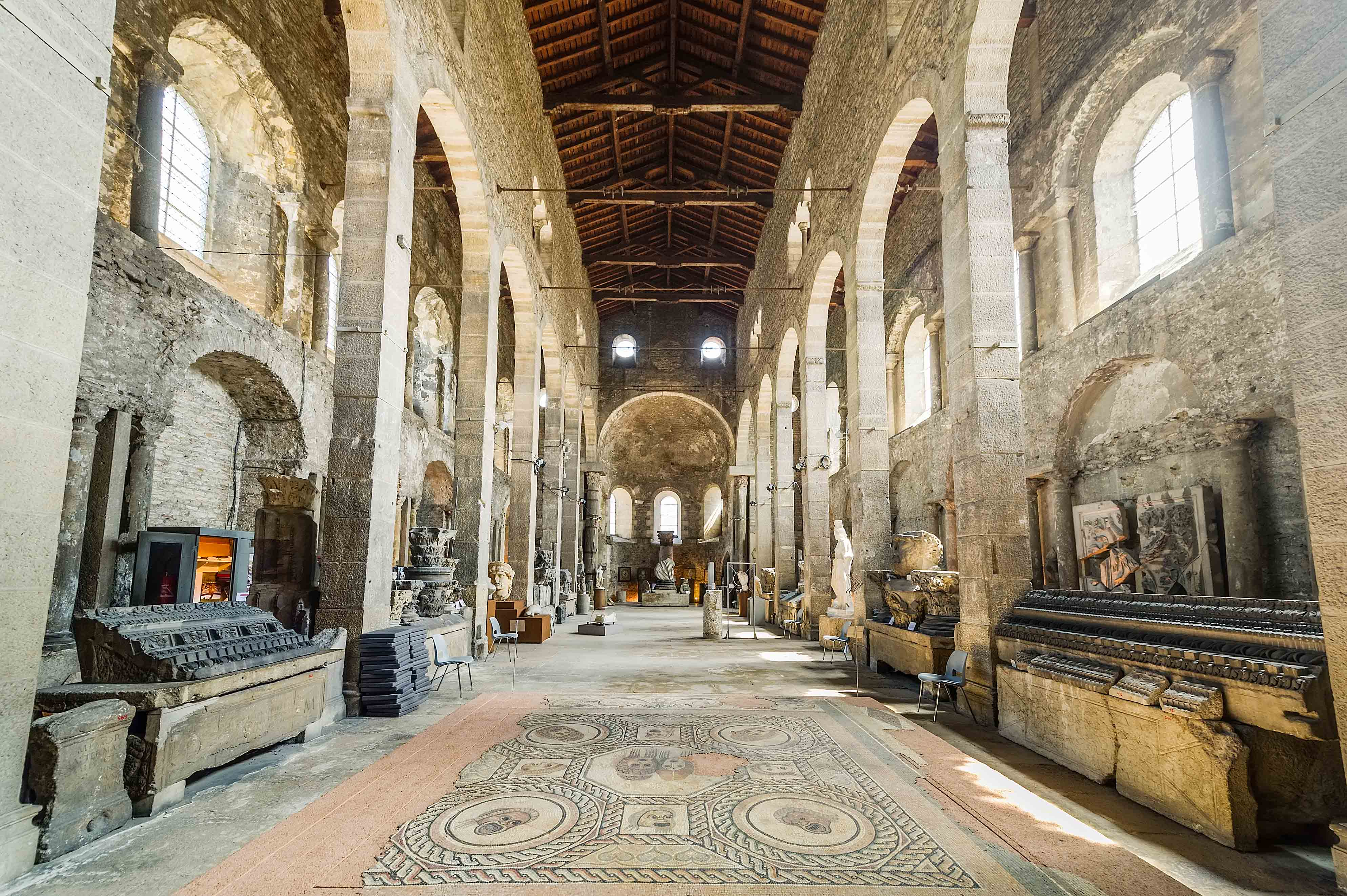
Kirche Saint-Pierre in Vienne (Ende des 5. Jahrhunderts als bischöfliche Grabkirche erbaut)

Die Architektur der merowingischen Vorromanik ist nur in wenigen Beispielen erhalten, darunter der Kirche Saint-Pierre in Vienne vom Ende des 5. Jahrhunderts, dem Baptisterium St-Jean in Poitiers sowie einer Anzahl von Kapellen und Krypten, vor allem in Frankreich. Jedoch haben zahlreiche westeuropäische Bistümer samt den zugehörigen Kathedralen ihren Ursprung in der Merowingerzeit. Auch die bedeutenden Klostergründungen dieser Epoche sind als Bauwerke zwar nicht mehr erhalten, spielten aber kulturgeschichtlich eine herausragende Rolle, ausgehend von der noch in spätrömischer Zeit im Jahr 361 durch Martin von Tours gegründeten Abtei Saint-Martin de Ligugé und dem Kloster Marmoutier (Tours). Dem folgten um 400/410 die Abtei Lérins des Honoratus von Arles, 416 die Abtei St-Victor (Marseille) des Johannes Cassianus und um 420 die Abtei von Saint-Claude des Romanus von Condat. Im Anschluss an die italienischen Klöster des Benedikt von Nursia gründete um das Jahr 600 der Ire Columban von Luxeuil das Kloster Annegray und dessen Töchterklöster Luxeuil und Fontaine-lès-Luxeuil sowie sein Gefährte Gallus im Jahr 612 das Kloster Sankt Gallen. Am Übergang zur Karolingerzeit erfolgten die deutschen Klostergründungen des Bonifatius, darunter 744 Fulda. Es sind einige bedeutende Zeugnisse der merowingischen Buchmalerei erhalten. Das Skriptorium von Luxeuil gehörte zu den ältesten und produktivsten, ähnlich wie Chelles, Corbie und Laon.